# Płungiany (stacja kolejowa)
Płungiany (lit. Plungė; ros. Плунге) – stacja kolejowa w miejscowości Płungiany, w rejonie płungiańskim, w okręgu telszańskim, na Litwie. Położona jest na linii Szawle – Kretynga.

## Historia
Stacja została otwarta w okresie międzywojennym.